# Liste der aktuellen Fährschiffe der Nordfriesischen Inseln und der Halligen
Die Liste der aktuellen Fährschiffe der Nordfriesischen Inseln und der Halligen enthält die Fährschiffe, die gegenwärtig die Inseln Sylt, Föhr, Amrum, Pellworm und die Halligen bedienen.

## Aufbau der Liste
Neben einem Bild des Schiffes enthält die Liste den aktuellen Schiffsnamen, die durch die Fähre bedienten Inseln und deren Koordinaten sowie die Häfen, die meist auf dem Festland, aber auch auf Nachbarinseln angelaufen werden. Weiterhin werden Hinweise zum Schiffstyp gemacht sowie Auskunft über die Abmessungen, die Passagierkapazität und weitere Lademöglichkeiten des Schiffes gegeben. Die Sortierbarkeit der siebten Spalte richtet sich dabei nach der Passagierkapazität der Fähre. Letztlich ist das Baujahr des Fährschiffs genannt.
| Bild | Name               | Reederei                                     | Bediente Insel | Angelaufener Hafen                                  | Schiffstyp     | Abmessung                         | Kapazität  | Baujahr |
| ---- | ------------------ | -------------------------------------------- | --- | --------------------------------------------------- | -------------- | --------------------------------- | ---------- | ------- |
|      | SyltExpress        | Rømø-Sylt-Linie                              | Sylt 55° 0′ 55,6″ N, 8° 26′ 23″ O | Havneby (Insel Rømø) 55° 5′ 12,5″ N, 8° 34′ 15,1″ O | RoPax          | Lüa 88,16 m Büa 16,10 m Tg 3,80 m | Pax: 600   | 2005    |
|      | Romoexpress        | Rømø-Sylt-Linie                              | Sylt 55° 0′ 55,6″ N, 8° 26′ 23″ O | Havneby (Insel Rømø) 55° 5′ 12,5″ N, 8° 34′ 15,1″ O | RoPax          | Lüa 96,95 m Büa 16,80 m Tg 4,25 m | Pax: 399   | 1991    |
|      | Pellworm I         | Neue Pellwormer Dampfschiffahrtsgesellschaft | Pellworm 54° 30′ 3,6″ N, 8° 42′ 2,7″ O | Strucklahnungshörn 54° 29′ 52,7″ N, 8° 48′ 26,7″ O  | RoPax          | Lüa 47,51 m Büa 15,40 m Tg 1,85 m | Pax: 415   | 1997    |
|      | Nordfriesland      | Wyker Dampfschiffs-Reederei                  | Amrum 54° 37′ 45,9″ N, 8° 23′ 53,7″ O Föhr 54° 41′ 36,6″ N, 8° 34′ 39,1″ O                                                                               | Dagebüll 54° 43′ 52,5″ N, 8° 41′ 18,5″ O            | RoPax          | Lüa 67,84 m Büa 14,80 m Tg 1,96 m | Pax: 1.190 | 1995    |
|      | Uthlande           | Wyker Dampfschiffs-Reederei                  | Amrum 54° 37′ 45,9″ N, 8° 23′ 53,7″ O Föhr 54° 41′ 36,6″ N, 8° 34′ 39,1″ O                                                                               | Dagebüll 54° 43′ 52,5″ N, 8° 41′ 18,5″ O            | RoPax          | Lüa 75,88 m Büa 15,88 m Tg 1,85 m | Pax: 1.200 | 2010    |
|      | Schleswig-Holstein | Wyker Dampfschiffs-Reederei                  | Amrum 54° 37′ 45,9″ N, 8° 23′ 53,7″ O Föhr 54° 41′ 36,6″ N, 8° 34′ 39,1″ O                                                                               | Dagebüll 54° 43′ 52,5″ N, 8° 41′ 18,5″ O            | RoPax          | Lüa 75,88 m Büa 15,8 m Tg 1,85 m  | Pax: 1.200 | 2011    |
|      | Norderaue          | Wyker Dampfschiffs-Reederei                  | Amrum 54° 37′ 45,9″ N, 8° 23′ 53,7″ O Föhr 54° 41′ 36,6″ N, 8° 34′ 39,1″ O                                                                               | Dagebüll 54° 43′ 52,5″ N, 8° 41′ 18,5″ O            | RoPax          | Lüa 75,88 m Büa 16,4 m Tg 1,90 m  | Pax: 1.200 | 2018    |
|      | Hilligenlei        | Wyker Dampfschiffs-Reederei                  | Amrum 54° 37′ 45,9″ N, 8° 23′ 53,7″ O Langeneß 54° 37′ 3,8″ N, 8° 32′ 53,5″ O Hooge 54° 34′ 43,4″ N, 8° 33′ 24,4″ O                                      | Schlüttsiel 54° 40′ 55,1″ N, 8° 45′ 13,6″ O         | RoPax          | Lüa 38,30 m Büa 10,00 m Tg 1,50 m | Pax: 300   | 1985    |
|      | Adler-Express      | Adler-Schiffe                                | Hooge 54° 34′ 43,4″ N, 8° 33′ 24,4″ O Amrum 54° 37′ 45,9″ N, 8° 23′ 53,7″ O Sylt 54° 45′ 27″ N, 8° 17′ 40″ O                                             | Strucklahnungshörn 54° 29′ 52,7″ N, 8° 48′ 26,7″ O  | Seebäderschiff | Lüa 41,96 m Büa 8,20 m Tg 1,27 m  | Pax: 420   | 1993    |
|      | Adler Rüm Hart     | Adler-Schiffe                                | Amrum 54° 37′ 45,9″ N, 8° 23′ 53,7″ O Föhr 54° 41′ 36,6″ N, 8° 34′ 39,1″ O Hooge 54° 34′ 43,4″ N, 8° 33′ 24,4″ O Langeneß 54° 37′ 3,8″ N, 8° 32′ 53,5″ O | Dagebüll 54° 43′ 52,5″ N, 8° 41′ 18,5″ O            | Katamaran      | Lüa 34,40 m Büa 10,50 m Tg 1,50 m | Pax: 250   | 2019    |
|      | Rungholt           | Neue Pellwormer Dampfschiffahrtsgesellschaft | Pellworm 54° 30′ 3,6″ N, 8° 42′ 2,7″ O | Strucklahnungshörn 54° 29′ 52,7″ N, 8° 48′ 26,7″ O  | RoPax          | Lüa 44,70 m Büa 12,80 m Tg 1,95 m | Pax: 623   | 1991    |